# Cercle Brugge in het seizoen 2005/06
Hieronder staan de statistieken en wedstrijden van Cercle Brugge in het seizoen 2005-2006.

## Behaalde eindresultaat
- In de Jupiler League eindigde Cercle als 14e met 37 punten.
- In de Beker van België werd Cercle in de 1/8e finales uitgeschakeld door AA Gent.

## Spelerskern
| Naam                    | Positie      | Nationaliteit                  | Rugnummer |
| ----------------------- | ------------ | ------------------------------ | --------- |
| Francky Vandendriessche | doelman      | Vlag van België                | 1         |
| Rubin Dantschotter      | doelman      | Vlag van België                | 25        |
| Jimmy De Wulf           | verdediger   | Vlag van België                | 16        |
| Yannick Euvrard         | verdediger   | Vlag van België                | /         |
| Anthony Portier         | verdediger   | Vlag van België                | 3         |
| Bram Vandenbussche      | verdediger   | Vlag van België                | 21        |
| Denis Viane             | verdediger   | Vlag van België                | 7         |
| Luke Jones              | verdediger   | Vlag van Verenigd Koninkrijk   | 2         |
| Jan Masureel            | verdediger   | Vlag van België                | 20        |
| Djordje Svetlicic       | verdediger   | Vlag van Servië                | 13        |
| Frederik Boi            | middenvelder | Vlag van België                | 12        |
| Christophe Grondin      | middenvelder | Vlag van Frankrijk             | 5         |
| Milenko Milošević       | middenvelder | Vlag van Bosnië en Herzegovina | 17        |
| Frederik Boi            | middenvelder | Vlag van België                | 12        |
| Matthias Feys           | middenvelder | Vlag van België                | 18        |
| Harold Meyssen          | middenvelder | Vlag van België                | 10        |
| Brian Pinas             | middenvelder | Vlag van Nederland             | 22        |
| Slobodan Slović         | middenvelder | Vlag van Servië                | 8         |
| Vít Valenta             | middenvelder | Vlag van België                | 15        |
| Ewout Denys             | aanvaller    | Vlag van België                | 4         |
| Stijn De Smet           | aanvaller    | Vlag van België                | 19        |
| Keith Barker            | aanvaller    | Vlag van Verenigd Koninkrijk   | 10        |
| Darko Pivaljević        | aanvaller    | Vlag van Servië                | 9         |
| Dieter Dekelver         | aanvaller    | Vlag van België                | 11        |
| Ibad Muhamadu           | aanvaller    | Vlag van Nederland             | /         |
| Paulus Roiha            | aanvaller    | Vlag van Finland               | 14        |

### Trainersstaf
- Harm van Veldhoven (technisch directeur)
- Ronny Desmedt (assistent-trainer)
- Dirk Mostaert (physical trainer)
- Franky Mestdagh (keepertrainer)

## Resultaten
| datum    | thuisploeg         | bezoekers           | score | doelpunten Cercle               |
| -------- | ------------------ | ------------------- | ----- | ------------------------------- |
| 06/08/05 | KVC Westerlo       | Cercle Brugge       | 2-0   | /                               |
| 14/08/05 | Cercle Brugge      | RSC Anderlecht      | 0-2   | /                               |
| 20/08/05 | AA Gent            | Cercle Brugge       | 1-0   | /                               |
| 27/08/05 | Cercle Brugge      | Zulte Waregem       | 2-4   | Pivaljevic, Boi                 |
| 10/09/05 | La Louvière        | Cercle Brugge       | 0-0   | /                               |
| 17/09/05 | Cercle Brugge      | Standard Luik       | 0-3   | /                               |
| 21/09/05 | Cercle Brugge      | Germinal Beerschot  | 3-0   | Pivaljevic, De Smet (2x)        |
| 24/09/05 | Racing Genk        | Cercle Brugge       | 3-1   | Roiha                           |
| 02/10/05 | Cercle Brugge      | Excelsior Moeskroen | 1-0   | Dekelver                        |
| 15/10/05 | FC Brussels        | Cercle Brugge       | 1-2   | Dekelver (2x)                   |
| 22/10/05 | Cercle Brugge      | KSV Roeselare       | 2-2   | Pinas, Pivaljevic               |
| 29/10/05 | K. Lierse SK       | Cercle Brugge       | 0-4   | Pinas, De Smet, Pinas, Dekelver |
| 05/11/05 | Cercle Brugge      | Sint-Truidense VV   | 2-1   | Pivaljevic, De Smet             |
| 19/11/05 | Beveren            | Cercle Brugge       | 5-1   | Valenta                         |
| 27/11/05 | Cercle Brugge      | Club Brugge         | 0-1   | /                               |
| 03/12/05 | Lokeren            | Cercle Brugge       | 2-1   | Dekelver                        |
| 10/12/05 | Cercle Brugge      | Sporting Charleroi  | 2-0   | De Smet, Pinas                  |
| 17/12/05 | Cercle Brugge      | Westerlo            | 2-2   | Boi, Meyssen                    |
| 21/01/06 | Anderlecht         | Cercle Brugge       | 2-2   | Meyssen, Dekelver               |
| 28/01/06 | Cercle Brugge      | AA Gent             | 1-2   | Dekelver                        |
| 04/02/06 | Zulte-Waregem      | Cercle Brugge       | 3-1   | Dekelver                        |
| 11/02/06 | Cercle Brugge      | La Louvière         | 1-0   | Pivaljevic                      |
| 18/02/06 | Standard Luik      | Cercle Brugge       | 7-1   | Muhamadu                        |
| 25/02/06 | Germinal Beerschot | Cercle Brugge       | 5-0 * | /                               |
| 04/03/06 | Cercle Brugge      | Racing Genk         | 1-1   | Masureel (own), Dekelver        |
| 11/03/06 | Moeskroen          | Cercle Brugge       | 6-0   | /                               |
| 18/03/06 | Cercle Brugge      | FC Brussels         | 0-1   | /                               |
| 26/03/06 | KSV Roeselare      | Cercle Brugge       | 1-0   | /                               |
| 01/04/06 | Cercle Brugge      | K. Lierse SK        | 3-0   | De Smet, Pivaljevic, Muhamadu   |
| 08/04/06 | Sint-Truidense VV  | Cercle Brugge       | 1-1   | Pinas                           |
| 15/04/06 | Cercle Brugge      | Beveren             | 1-1   | De Smet                         |
| 23/04/06 | Club Brugge        | Cercle Brugge       | 2-0   | /                               |
| 30/04/06 | Cercle Brugge      | Lokeren             | 2-0   | Pivaljevic, Pinas               |
| 05/05/06 | Charleroi          | Cercle Brugge       | 0-1   | De Smet                         |

* Het oorspronkelijke 0-0 gelijkspel werd omgezet in een 5-0 forfaitzege van Germinal Beerschot. Dit door een invalbeurt van Pinas die niet op het scheidsrechterblad vermeld stond.